# یوتیروئید
یوتیروئید حالتی است که در آن، غده تیروئید دارای عملکرد طبیعی می‌باشد.
چند نمونه از عملکرد طبیعی این غده عبارتند از: کم‌کاری تیروئید، پرکاری تیروئید و تیروئیدیت